# قرار مجلس الأمن التابع للأمم المتحدة رقم 1417
قرار مجلس الأمن التابع للأمم المتحدة رقم 1417، المتخذ بالاجماع في 14 يونيو 2002. بعد التذكير بالقرارات السابقة في هذا الشأن وخاصة القرار 1355 (2001)، مدد المجلس تفويض بعثة الأمم المتحدة في جمهورية الكونغو الديمقراطية حتى 30 يونيو 2003.

## القرار

### أعمال
ودُعيت الدول الأعضاء في الأمم المتحدة إلى توفير القوام المطلوب البالغ 5,537 فردا من أفراد البعثة (زيادة عن العدد الحالي البالغ 3,800). وقد اقترح الأمين العام كوفي عنان زيادة في سقف القوات اعتمادًا على التقدم المحرز فيما يتعلق بالقرار 1376 (2001). وفي 14 مايو / أيار 2002، أدان المجلس الدعوات إلى أعمال العنف الموجهة في مدينة كيسنغاني، وكذلك الهجمات ضد المدنيين والجنود. وتقع على عاتق التجمع من أجل الديمقراطية الكونغولية مسؤولية إنهاء انتهاكات حقوق الإنسان، وعمليات القتل خارج نطاق القضاء، ومضايقة المدنيين، وكذلك تخفيف القيود المفروضة على أفراد البعثة.
وأعيد تأكيد ولاية البعثة المتمثلة في اتخاذ جميع الإجراءات اللازمة فيما يتعلق بحماية أفراد ومعدات الأمم المتحدة واللجنة العسكرية المشتركة، وكفالة سلامة حرية تنقل أفراد البعثة، وحماية المدنيين المعرضين لتهديد مباشر بالعنف. وطلبت البعثة نشر 85 مدربا إضافيا من مدربي الشرطة في كيسنغاني وساعدت في عملية نزع السلاح والتسريح والإعادة إلى الوطن وإعادة التوطين وإعادة الإدماج في كيندو وكيسنغاني.
ومع الإشارة إلى انخفاض عدد القوات الأجنبية في جمهورية الكونغو الديمقراطية، طالب القرار بالانسحاب الكامل لجميع القوات الأجنبية وفقًا لقرارات مجلس الأمن السابقة. وحث حكومتا جمهورية الكونغو الديمقراطية ورواندا على معالجة القضايا الأمنية التي هي أصل الصراع واتخاذ تدابير لبناء الثقة. وفي غضون ذلك، أيد مجلس الأمن الحوار بين الأطراف الكونغولية، وتم توضيح أن المسؤولية الأساسية عن الحوار تقع على عاتق الأطراف الكونغولية، مع التأكيد على دور مجلس الأمن في دعم العملية. وطُلب من الأمين العام تقديم تقرير كل أربعة أشهر عن تنفيذ القرار.

## روابط خارجية
- نص القرار في undocs.org